# Diospyros prodromus
Diospyros prodromus är en tvåhjärtbladig växtart som beskrevs av Oswald Heer. Diospyros prodromus ingår i släktet Diospyros och familjen Ebenaceae. Inga underarter finns listade i Catalogue of Life.